# Estágio bônus
Estágio bônus também conhecido como Fase Bônus, é, na terminologia dos jogos eletrônicos, uma fase especialmente criada para que player tenha a oportunidade de ganhar bônus, sejam eles pontuação, vidas extras, munição e afins, sempre com o objetivo de manter o interesse do player em continuar jogando. De tipos e durações variadas, os estágios bônus costumam fazer a alegria do jogador, pois elas deixam os jogos um pouco menos repetitivos, tornando a experiência um pouco mais leve.

## Exemplos de Fases Bonus
Uma das mais famosas fase bônus da história dos games encontra-se em Street Fighter II, onde o player tem que esmurrar um carro até que ele fique completamente destruído, aumentando assim a sua pontuação. Outros exemplos de fase(s) bônus em jogos de luta são a queda de braço de Fatal Fury e os bonecos de palha de Samurai Shodown.
Fases Bonus são muito comuns em jogos de plataforma, como os da série Sonic, por exemplo, as fases bonus são recheadas de moedas para que o player aumente o seu número de vidas.

## Fase Bonus x Fase Secreta
Os estágios bônus costumam ser confundidas com as chamadas Secret Levels (ou Fase Secreta, em português); no entanto, trata-se de coisas distintas. As principais diferenças são as seguintes:
- Os estágios bônus são frequentemente mencionadas no manual ou durante as dicas do jogo. Já as Secret Levels, como o próprio nome sugere, ficam escondidas e apenas são mencionadas vagamente no manual ou durante a jogabilidade.

- As Secret Levels apresentam inimigos, armadilhas de morte e vários riscos, inclusive introduzindo perigos especiais ou novos ou inimigos que não estão presentes em nenhum outro lugar dentro do jogo, e por vezes são mais difíceis que as fases comuns. Já os estágios bônus por vezes não tem inimigos, e quando tem, são apenas para aumentar a pontuação do player.

- Muitos estágios bônus têm um limite de tempo. Portanto, muitas delas também não tem nenhuma saída, o relógio deve puxar o jogador para fora do nível eventualmente. A maioria das Secret Levels não tem limite de tempo e sua saída deve estar localizada para avançar ainda mais no jogo, assim como qualquer outro nível regular.